# Augustus Prew
Augustus Art Prew est un acteur britannique, né le 17 septembre 1987 à  Westminster, à Londres, au Royaume-Uni.

## Biographie
Il naît le 17 septembre 1987 à Westminster à Londres en Angleterre aux Royaume-Uni.
Fils de Jonathan W. Prew, un photographe et de Wendy Dagworthy (en), une créatrice de mode.
Il a un jeune frère, nommé Somerset Prew, né en août 1990, il est également acteur.
Il a fréquenté la Latymer Upper à Hammersmith.

### Vie privée
Il est ouvertement homosexuel.
Le 9 janvier 2017, il annonce être fiancé à l'acteur, comédien et auteur américain Jeffery Self (en), puis ils se sont mariés, le 13 janvier 2018 à Culver City, en Californie aux États-Unis.

### Carrière
Il a commencé sa carrière d'acteur dans la série britannique 24Seven (en), dans le rôle de Drew Jessup en 2001.

## Filmographie

### Cinéma

#### Longs métrages
- 2017 : The Blue Mauritius de Charles Henri Belleville : Stephen
- 2016 : Chubby Funny de Harry Mitchell : Charlie
- 2015 : High-Rise de Ben Wheatley : Munrow
- 2013 : Copperhead de Ron Maxwell : Ni Hagadorn
- 2013 : Kick-Ass 2 de Jeff Wadlow : Todd Haynes
- 2012 : Animals de Marçal Forés : Ikari
- 2012 : Hated (film, 2012) (en) de Lee Madsen : Joey
- 2010 : The Kid de Nick Moran : Teen Kevin
- 2010 : Sophie & Sheba de Leif Bristow : Blake
- 2010 : Le Secret de Charlie (Charlie St. Cloud) de Burr Steers : Alistair Woolley
- 2008 : Le Secret de Moonacre (The Secret of Moonacre) de Gábor Csupó : Robin de Noir
- 2002 : Pour un garçon (About a Boy) de Chris Weitz et Paul Weitz : Ali

#### Courts métrages
- 2013 : Belt de Charles Henri Belleville : Pete
- 2012 : Ablution de Vicky Lawton : Lucas
- 2009 : Nightclubbing de Carol Murphy : Cathal

### Télévision

#### Séries télévisées
- 2022 : Le Seigneur des anneaux : Les Anneaux de pouvoir (The Lord of the Rings : The Rings of Power) : Médhor
- 2019 : Special : Carey
- 2019 : The Morning Show : Sean
- 2017 : Prison Break : David "Whip" Martin
- 2016-2017 : Pure Genius : James Bell
- 2014 : Klondike : Byron Epstein
- 2014 : Major Crimes : Wade Weller aka Ryan Millis / Billy
- 2013 : NCIS : Enquêtes spéciales : Anton Markin
- 2013 : The Village : George Allingham
- 2011 : The Borgias : Prince Alfonso
- 2008 : Affaires non classées (Silent Witness) : Binyomin Marowski
- 2007 : The Time of Your Life (en) : Dexter
- 2003 : MI-5 : Peter Ellis / Noah Gleeson
- 2003 : The Bill : Jamie Heath
- 2001-2002 : 24Seven (en) : Drew Jessup

#### Téléfilms
- 2016 : Mamma Dallas de Mike White : Liberty / Albert De Loriot
- 2005 : Marigold de Martin Dennis : Jack Moore